# Sylloge fungorum

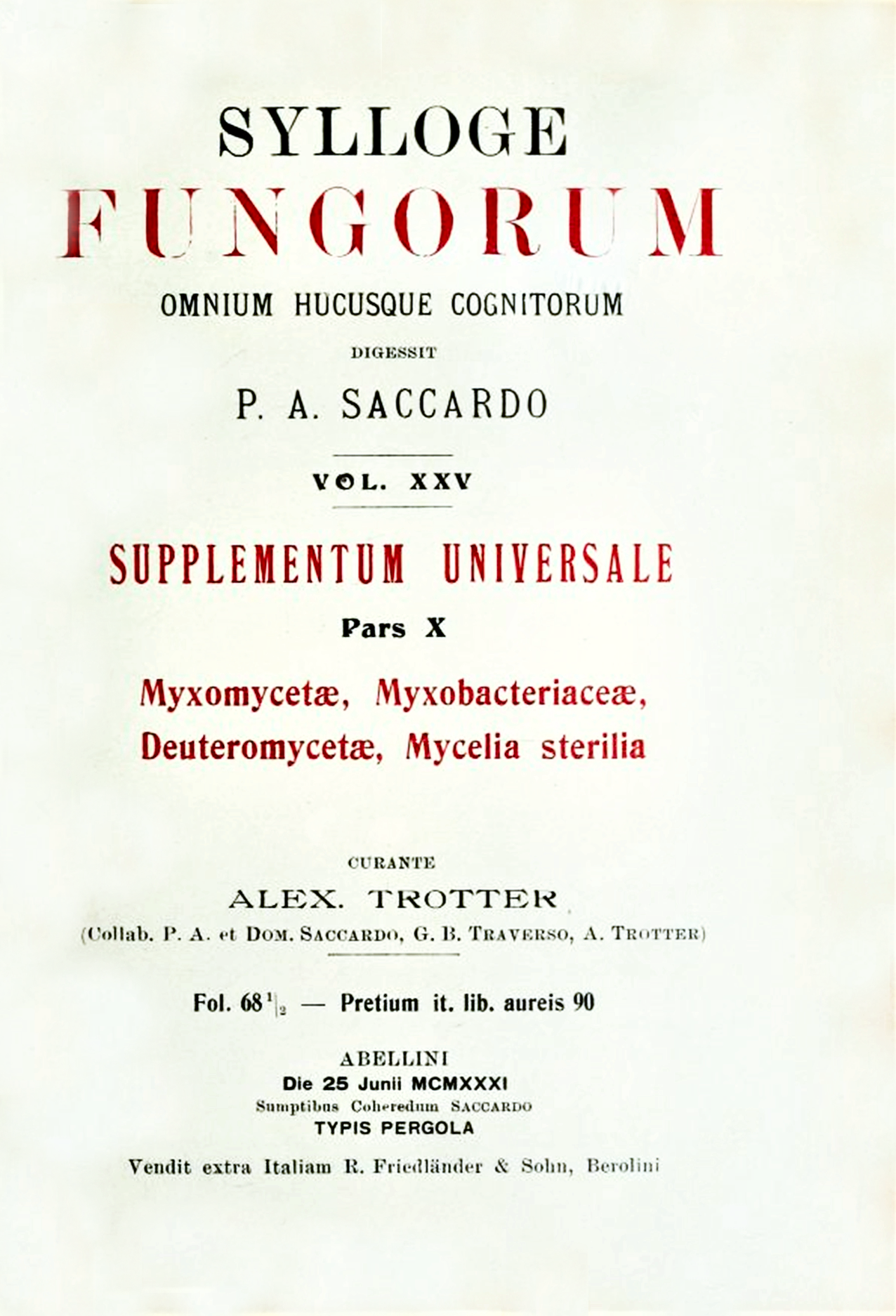
Pierwsza strona tomu XV

Sylloge fungorum (pol. Katalog grzybów) – praca w 26 tomach, rozpoczęta i napisana głównie przez włoskiego mykologa Piera Andreę Saccarda (1845–1920). W latach 1882–1972 w jej opracowaniu uczestniczyli także inni mykolodzy.
Pełny tytuł pracy to Sylloge fungorum omnium hucusque cognitorum. Pierwsze 22 tomy pracy zostały opublikowane w Padwie w latach 1882–1913. Pierwszy tom, autorstwa P. A. Saccarda, zawiera krótkie informacje o Pyrenomycetes. Tomy 23–25 zostały opublikowane w Avellino w latach 1925–1931. 26. tom, napisany w całości przez Alessandra Trottera (1874–1967), został opublikowany w 1972 r. w Nowym Jorku i Londynie. Redaktorem ostatniego tomu była amerykańska mykolog Edith Catherine Cash (1890-1992).
Wkrótce po opublikowaniu pierwszego tomu katalogu grzybów, pracę ostro skrytykował angielski mykolog Mordecai Cubitt Cooke. W recenzji w Grevillea napisał, że system przyjęty przez Saccarda jest równoważny wczesnemu systemowi klasyfikacji roślin przez Linneusza w połowie XVIII wieku. W kolejnym numerze Grevillea Saccardo w odpowiedzi nazwał system Cooka najbardziej podobnym do klasyfikacji Turnera z końca XVII wieku.
Inny angielski mikolog, William Bywater Grove, który przejrzał czwarty tom Sylloge w Journal of Botany, bardzo wysoko ocenił tę pracę. Uważał, że to „nie mniej ważne osiągnięcie niż trzy, które go poprzedzały”.
Standardowe oznaczenie tytułu książki w przypadku cytowania przy naukowych nazwach grzybów oraz w publikacjach to Syll. fung.